# Upton (Slough)
Upton is een plaats in het bestuurlijke gebied Slough, in het Engelse graafschap Berkshire. De plaats is tegenwoordig een buitenwijk van Slough.